# Região metropolitana de Roterdão-Haia
A região metropolitana de Roterdão-Haia consiste na cidades de  Haia e Roterdão e em numa série de cidades menores localizadas na província da Holanda do Sul nos Países Baixos.[carece de fontes?]
No total, a região metropolitana de Roterdão estende-se por uma superfície de 1.473 km² e conta com uma população de 2,82 milhões de habitantes, dos quais 21 e 21% correspondem a cidade de Roterdão, respectivamente. Tem uma densidade populacional de 1.914 hab/km².[carece de fontes?]

## Composição
A região metropolitana de Roterdão é composta pelas cidades de Roterdão, Haia, Delft e por 39 pequenas cidades e municípios localizados ao seu redor (entre as quais se destacam as cidades de Dordrecht, Leiden e Zoetermeer), como mostra a tabela seguinte.
| Província      | Município                 | Superfície (en km²) | População(1) |
| -------------- | ------------------------- | ------------------- | ------------ |
| Países Baixos  |                           |                     |              |
| Holanda do Sul | Roterdão                  | 304,24              | 588.697      |
| Holanda do Sul | Schiedam                  | 19,89               | 75.389       |
| Holanda do Sul | Vlaardingen               | 26,71               | 72.553       |
| Holanda do Sul | Rozenburg                 | 6,37                | 12.843       |
| Holanda do Sul | Maasluis                  | 9,10                | 31.956       |
| Holanda do Sul | Midden-Delfland           | 49,38               | 17.435       |
| Holanda do Sul | Westland                  | 90,59               | 98.328       |
| Holanda do Sul | Haia                      | 85,65               | 475.627      |
| Holanda do Sul | Delft                     | 26,31               | 95.090       |
| Holanda do Sul | Rijswijk                  | 14,48               | 47.152       |
| Holanda do Sul | Leidschendam-Voorburg     | 35,60               | 73.111       |
| Holanda do Sul | Wassenaar                 | 62,50               | 25.622       |
| Holanda do Sul | Voorschoten               | 11,59               | 22.887       |
| Holanda do Sul | Leiden                    | 23,16               | 118.069      |
| Holanda do Sul | Leiderdorp                | 12,29               | 25.990       |
| Holanda do Sul | Katwijk                   | 31,06               | 60.932       |
| Holanda do Sul | Oegstgeest                | 7,75                | 21.891       |
| Holanda do Sul | Zoeterwoude               | 21,91               | 8.501        |
| Holanda do Sul | Zoetermeer                | 37,06               | 116.979      |
| Holanda do Sul | Pijnacker-Nootdorp        | 38,60               | 41.695       |
| Holanda do Sul | Lansingerland             | 56,00               | 46.021       |
| Holanda do Sul | Zevenhuizen-Moerkapelle   | 31,10               | 10.325       |
| Holanda do Sul | Waddinxveen               | 29,39               | 26.062       |
| Holanda do Sul | Gouda                     | 18,10               | 71.386       |
| Holanda do Sul | Moordrecht                | 12,73               | 8.095        |
| Holanda do Sul | Nieuwerkerk aan den IJsel | 18,47               | 22.140       |
| Holanda do Sul | Capelle aan den IJsel     | 15,42               | 65.602       |
| Holanda do Sul | Ouderkerk                 | 28,53               | 8.105        |
| Holanda do Sul | Krimpen aan den IJsel     | 8,93                | 28.783       |
| Holanda do Sul | Ridderkerk                | 25,10               | 44.757       |
| Holanda do Sul | Alblasserdam              | 9,96                | 18.428       |
| Holanda do Sul | Hendrik-Ido-Ambacht       | 11,99               | 24.458       |
| Holanda do Sul | Papendrecht               | 10,77               | 31.553       |
| Holanda do Sul | Sliedrecht                | 14,00               | 23.801       |
| Holanda do Sul | Hardinxveld-Giessendam    | 19,35               | 17.775       |
| Holanda do Sul | Dordrecht                 | 99,45               | 118.821      |
| Holanda do Sul | Zwijndrecht               | 22,77               | 44.588       |
| Holanda do Sul | Barendrecht               | 21,72               | 41.249       |
| Holanda do Sul | Albrandswaard             | 23,75               | 21.059       |
| Holanda do Sul | Spijkenisse               | 30,23               | 74.506       |
| Holanda do Sul | Oud-Beijerland            | 19,61               | 23.899       |
| Holanda do Sul | Brielle                   | 31,12               | 15.990       |
| TOTAL          | TOTAL                     | 1.472,73            | 2.818.150    |

- (1) - Dados de 01.01.2006, retirados da informação estatística de população